# 佐藤深一郎
佐藤 深一郎（さとう しんいちろう、1965年3月25日 - ）は、日本の原子力技術者、プロジェクトマネージャ。日立GEニュークリア・エナジー代表取締役社長。

## 人物・経歴
福島県相馬市出身。1987年茨城大学理学部物理学科卒業、日立製作所入社。専門はプロジェクトマネジメントで、原子力発電所の保守などに従事した。
2013年日立製作所原子力事業本部原子力予防保全技術部長。2015年日立製作所原子力事業本部担当本部長兼新規基準対応センタ長。2016年日立GEニュークリア・エナジーO&Mサービス技術本部長。2017年日立GEニュークリア・エナジーO&Mサービス技術本部長兼日立製作所原子力ビジネスユニットChief Lumada Officer。
2018年日立GEニュークリア・エナジー取締役副社長兼新規基準対応センタ長兼日立製作所原子力ビジネスユニットChief Lumada Officer。2020年日立GEニュークリア・エナジー代表取締役社長。